# Lispe metatarsata
Lispe metatarsata este o specie de muște din genul Lispe, familia Muscidae, descrisă de Stein în anul 1900. Conform Catalogue of Life specia Lispe metatarsata nu are subspecii cunoscute.